# Chañar Blanco
Chañar Blanco: algunas localidades han heredado el nombre dada la abundancia local de estas especies como lo son: 
- Chañar Blanco del Valle del Huasco al interior de Vallenar, III Región de Atacama, Chile
- Chañar Blanco ubicada en el Valle del Elqui a unos 90 km al sur oriente de la ciudad de La Serena, Región de Coquimbo. Esta última localidad se encuentra rodeada por hermosos cerros que le cobijan donde se puede disfrutar de las hermosas riberas del Río Claro, afluente del río Elqui, con sus aguas claras y preciosos parajes de montaña desértica

## Toponimia
Proviene del Quechua para denominar el árbol de la familia de las leguminosas Geoffroea decorticans. Con sus hojas se hace un preparado de antiasmático, según los usos regionales del Norte Chico de Chile. Sus flores, en infusión, se usan contra la tos. Su fruto se come hervido o tostado. También se usa para hacer una harina especial. Además, se prepara el arrope.
- Datos: Q5765327